# روث واتسون هندرسون
روث واتسون هندرسون هي معلمة موسيقى وملحنة وعازفة بيانو كندية، ولدت في 23 نوفمبر 1932 في تورونتو في كندا.

## وصلات خارجية
- روث واتسون هندرسون على موقع ميوزك برينز (الإنجليزية)